# Телушкин, Джозеф
Джозеф (Йосеф) Телушкин (англ. Joseph Telushkin; род. 1948, Нью-Йорк) — раввин современного ортодоксального направления, лектор и писатель.

## Биография
Телушкин учился в иешиве Флэтбуш, получил раввинское звание в Иешиве-университете, изучал историю евреев в Колумбийском университете.
Написал много книг по иудаизму, сфокусированных на этическом, универсальном значении иудаизма. Другие книги являются удачной популяризацией Библии, а также исследованием еврейского юмора и истории. Несколько книг пользуются популярностью также и в русском переводе.
Телушкин является популярным автором и лектором в США.

## Книги на английском
- A Code of Jewish Ethics: Volume 1: You Shall be Holy
- A Code of Jewish Ethics: Volume 2: Love Your Neighbor as Yourself
- Jewish Literacy: The Most Important Things to Know About the Jewish Religion, Its People and Its History
- The Book of Jewish Values: A Day-by-Day Guide to Ethical Living
- Words that Hurt, Words that Heal: How to Use Words Wisely and Well
- Jewish Humor: What the Best Jewish Jokes Say About the Jews
- Biblical Literacy: The Most Important People, Events, and Ideas of the Hebrew Bible
- Jewish Wisdom: Ethical, Spiritual, and Historical Lessons from the Great Works and Thinkers
- The Ten Commandments of Character: Essential Advice for Living an Honorable, Ethical, Honest Life
- The Golden Land: The Story of Jewish Immigration to America
- Rabbi Daniel Winter mystery series, comprising:
  - The Unorthodox Murder of Rabbi Wahl (also published as The Unorthodox Murder of Rabbi Moss)
  - The Final Analysis of Dr. Stark
  - An Eye for An Eye
- The Nine Questions People Ask About Judaism (with Dennis Prager)
- Why the Jews: The Reason for Antisemitism (with Dennis Prager)
- Heaven’s Witness (with Allen Estrin)
- The Quarrel[1]

## Книги в русском переводе
- Еврейская мудрость. Этические, духовные и исторические уроки по трудам великих мудрецов
- Еврейские ценности. Морально-этические заповеди на каждый день
- Энциклопедия еврейской культуры. От Библии до Холокоста
- Слова, которые ранят, слова, которые исцеляют. Как разумно и мудро подбирать слова
- Еврейский юмор. Что можно узнать о евреях из лучших еврейских шуток и анекдотов
- Еврейский мир. Важнейшие знания о еврейском народе, его истории и религии
- Восемь вопросов об иудаизме (в соавторстве с Деннисом Прейгером)
- Гилель. Если не сейчас, то когда. Чейсовская коллекция